# Persische Tribute
Die Persischen Tribute waren Abgaben, die die Achämeniden von ionischen, phönizischen und zyprischen Städten erhoben. Grund für diese Regelung war vor allem der Umstand, dass die persischen Herrscher nur an den Küsten des Mittelmeeres Münzgeld erhalten konnten. Der Hof des Großkönigs prägte kein Geld, sondern füllte die Schatzkammern mit Gold, Kostbarkeiten und Geschmeide an. Griechische Söldner waren jedoch nur für eine harte Währung zu verpflichten. Dies lieferten die griechischstämmigen Städte.
In seinem wachsenden Einflussbereich vereinnahmte Alexander der Große die Tribute nicht für seinen Bedarf, sondern lenkte sie an den Tempel, wie in Ephesos und Priene, und verwendete sie für die Stadtentwicklung. Dies brachte dem Makedonen Sympathien ein und der König requirierte seine Gelder aus Gefälligkeitszahlungen der Stadträte und aus dem Seehandel. Ein besonderes Interesse brachten alle Parteien der mechanischen Technik entgegen.
Das ionische Münzgeld basierte auf dem attischen Münzfuß – es war eine Silberwährung wie auch die auf dem griechischen Festland. Die phönizisch beeinflusste Inselwelt der Ägäis bevorzugte den rhodischen Zinsfuß, der ebenfalls auf Silber beruhte.
Die von seinem Vater Philipp II. eingeführte, am Gold orientierte makedonische Währung stellte Alexander wieder von Gold auf Silber zurück. Der Grund war möglicherweise seine Befürchtung, dass nach der Beute der persischen Goldvorräte eine auf diesem Metall basierte Währung rasch an Wert verlieren könnte.
Durch den Zugriff auf die persischen Goldkammern, deren massive Substanz eingeschmolzen und ausgemünzt wurde, schuf Alexander eine Geldkategorie, die auch gewaltige Bauprojekte und Investitionen in die ferne Infrastruktur ermöglichte. In diesem Konzept liegt der Grund für die jahrhundertelange Blüte der Kultur der hellenistischen Welt. Der neue Geldwert förderte Technik, Handel und das Bibliothekswesen der Mittelmeerwelt bis weit ins heutige Kasachstan, dem persischen Golf und nach Indien. Die Metropole dieser neuen Welt war Alexandria in Ägypten.
Zu Beginn seines Feldzuges bis zur Schlacht von Gaugamela bewegten sich die Finanzen Alexanders des Großen in sehr engen Grenzen. Auch die Beute des persischen Trosses nach der Schlacht bei Issos in Damaskus finanzierte kaum mehr als die laufenden Kosten der militärischen Operationen.